# Jacques Bertrand (animateur de radio)
Pour les articles homonymes, voir Jacques Bertrand et Bertrand.
Jacques Bertrand, né en 1953 à Montréal (Québec), où il meurt le 10 novembre 2014 (à 61 ans),,, est un animateur de radio canadien, notamment de l'émission Macadam Tribus (Radio-Canada).

## Biographie
Après avoir étudié en lettres à l'Université de Montréal, il accompagne différents artistes (Jacques Higelin, Geneviève Paris) en tant que claviériste et fait partie du groupe Maneige.
En 1982, il débute à la radio en animant l'émission du matin à la station de Radio-Canada de Régina (Saskatchewan). Il est de retour au Québec en 1985 et anime plusieurs émissions successives, souvent musicales : Qui vive, Ménage à quatre, Du jour au lendemain, VSD (1992-1994), Bonsoir l'ambiance (1994-1997).

### Macadam Tribus
À partir de 1997, il anime l'émission Macadam Tribus, inclassable et impertinent mélange de satires créatives, de reportages improbables et de musique non conventionnelle, plein d'humour et d'irrévérence,.
Après la disparition de Madacam Tribus, en 2009, il anime La tête ailleurs. Il participe également à l'émission de Franco Nuovo, Je l'ai vu à la radio, comme chroniqueur. 
Il prend sa retraite en juin 2014 en raison de problèmes de santé.